# The Curse of Blondie
The Curse of Blondie è un album del gruppo Blondie pubblicato nel 2003.

## Tracce
1. Shakedown – 5:05 (Ashby, Harry, Stein)
2. Good Boys – 4:18 (Griffin, Harry)
3. Undone – 4:28 (Bartock, Harry, Vitale)
4. Golden Rod – 5:23 (Foxx, Harry)
5. Rules for Living – 5:12 (Destri)
6. Background Melody (The Only One) – 3:54 (Destri, Harry)
7. Magic (Asadoya Yunta) – 4:05 (Ashby, Harry, Traditional)
8. End to End – 3:59 (Ashby, Harry, Stein)
9. Hello Joe – 4:06 (Ashby, Harry, Stein)
10. The Tingler – 3:52 (Harry, Stein)
11. Last One in the World – 4:31 (Destri)
12. Diamond Bridge – 4:07 (Destri, Harry)
13. Desire Brings Me Back – 5:31 (Langheld, Olla)
14. Songs of Love (For Richard) – 6:43 (Langheld)

versione giapponese (CD)
1. The Tide Is High – 4:35 – Live at Summer Sonic 2003
2. Rapture – 7:16 – Live at Summer Sonic 2003

versione UK (CD)
1. Good Boys – 4:06 – Giorgio Moroder Single Mix

versione USA (Enhanced CD)
- "Good Boys" video musicale

versione USA (DualDisc)
- lato DVD:
  - album in Stereo e Surround 5.1
  - "Good Boys" video musicale
  - Photo Gallery
  - ROM content

## Classifiche
| Paese       | Posizione più alta |
| ----------- | ------------------ |
| Francia     | 113                |
| Germania    | 82                 |
| Regno Unito | 36                 |
| Stati Uniti | 160                |